# Zhou Yang (Shorttrackerin)
Zhou Yang (chinesisch 周洋, Pinyin Zhōu Yáng; * 9. Juni 1991 in Changchun) ist eine ehemalige chinesische Shorttrackerin.

## Werdegang
Der erste internationale Auftritt Zhous fand im Januar 2006 bei den Juniorenweltmeisterschaften in Miercurea Ciuc statt, wo sie zwei Goldmedaillen, eine über 1500 m und eine in der Staffel, gewinnen konnte. Außerdem holte sie die Bronzemedaille über 500 Meter und wurde Gesamtdritte.
Im Dezember 2006 kam sie zu ihrem ersten Einsatz im Shorttrack-Weltcup, bei sechs Einzelrennen kam sie dabei einmal auf das Podest, als sie Dritte über 1000 m wurde, dazu gelangen ihr immer Top-10-Platzierungen. Auch mit der Staffel schnitt sie in der Saison 2006/07 erfolgreich ab und feierte mehrere Weltcupsiege. Bei den Weltmeisterschaften 2007 gewann sie eine Bronzemedaille über 1000 Meter, zudem gewann sie Silber mit der Staffel und wurde im Mehrkampf Vierte.
Die Saison 2007/08 war für Zhou die bis dahin erfolgreichste, sie triumphierte zweimal in Einzel-Weltcups und
feierte dort insgesamt vier Podestplatzierungen, außerdem wurde sie Dritte im 1500-m-Disziplinenweltcup. Mit der Staffel, in der sie nun regelmäßig eingesetzt wurde, siegte sie insgesamt fünfmal und gewann deutlich den Gesamtweltcup. Auch bei den Weltmeisterschaften 2008 hatte Zhou Erfolg, sie gewann im 3000-m-Rennen und wurde Gesamtzweite hinter ihrer Landsfrau Wang Meng, die alle Rennen bis auf das über die längste Strecke gewonnen hatte. Ansonsten holte sie bei jener Weltmeisterschaft noch eine Silber- und zwei Bronzemedaillen, nur auf der 500-m-Distanz verpasste sie das Podest. Bei den Shorttrack-Teamweltmeisterschaften 2008 in Harbin holte sie die Goldmedaille.
Auch in den Weltcup 2008/09 startete Zhou sehr gut, innerhalb der ersten sechs Rennen siegte sie viermal, je zweimal über 1500 m und mit der Staffel. Auch die beiden weiteren Wettbewerbe über 1000 m beziehungsweise 1500 m beendete sie auf dem zweiten Rang. Bei der Weltcupstation in ihrem Heimatland gelang Zhou zum ersten Mal innerhalb der Saison kein Einzel-Weltcupsieg, dafür triumphierte sie mit der Staffel. Über 1000 m und 1500 m wurde sie Zweite. Beim Weltcup in Nagano gewann sie ebenfalls mit der Staffel und beim Weltcup in Sofia erreichte sie den dritten Rang über 1500 m. Im März gewann sie bei den Shorttrack-Weltmeisterschaften 2009 in Wien Bronze im Mehrkampf, Silber über 1500 m und Gold mit der Staffel. Im selben Monat holte sie bei den Shorttrack-Teamweltmeisterschaften 2009 in Heerenveen wie im Vorjahr die Goldmedaille. Die Saison beendete sie auf den fünften Platz im Gesamtweltcup über 1000 m und den ersten Rang im Gesamtweltcup über 1500 m. Zu Beginn der folgenden Saison siegte sie in Peking über 1500 m und belegte in Seoul über 1500 m den dritten Rang. Im weiteren Saisonverlauf gewann sie zweimal über 1500 m und zweimal mit der Staffel. Bei ihrer ersten Olympiateilnahme 2010 in Vancouver holte sie mit der Staffel und über 1500 m jeweils die Goldmedaille. Ihre beste Platzierung bei den Shorttrack-Weltmeisterschaften 2010 in Sofia war der achte Rang über 100 m. Zum Saisonende erreichte sie den dritten Platz im Gesamtweltcup über 1000 m und gewann wie im Vorjahr den Gesamtweltcup über 1500 m.
In der Saison 2010/11 erreichte Zhou elf Podestplatzierungen im Weltcup. Dabei holte sie fünf Siege, davon drei Siege mit der Staffel, einmal über 1000 m und einmal über 1500 m. Im Gesamtweltcup über 1000 m kam sie auf den dritten Platz und im Gesamtweltcup über 1500 m auf den zweiten Rang. Ihre beste Weltcupplatzierung in den beiden folgenden Saison war der sechste Platz über 1500 m im Februar 2013 in Dresden. Bei den Shorttrack-Weltmeisterschaften 2013 in Debrecen holte sie die Goldmedaille mit der Staffel. In der Saison 2013/14 belegte sie im Weltcup mit der Staffel zweimal den zweiten und einmal den ersten Platz. Über 1500 m kam sie zweimal auf den dritten Rang und erreichte damit auch den dritten Gesamtrang über 1500 m. Bei den Olympischen Winterspielen 2014 in Sotschi gewann sie Gold über 1500 m. In der folgenden Saison holte sie zum Saisonende in Erzurum mit der Staffel ihren 25. Weltcupsieg.

## Persönliche Bestzeiten
- 500 m      43,992 s (aufgestellt am 17. Februar 2010 in Vancouver)
- 1000 m    1:29,049 min (aufgestellt am 26. Februar 2010 in Vancouver)
- 1500 m    2:16,993 min (aufgestellt am 20. Februar 2010 in Vancouver)
- 3000 m    4:58,955 min (aufgestellt am 8. März 2009 in Wien)

## Teilnahmen an Weltmeisterschaften und Olympischen Winterspielen

### Olympische Spiele
- 2010 Vancouver: 1. Platz Staffel, 1. Platz 1500 m, 5. Platz 500 m, 8. Platz 1000 m
- 2014 Sotschi: 1. Platz 1500 m, 7. Platz Staffel

### Weltmeisterschaften
- 2007 Mailand: 2. Platz Staffel, 3. Platz 1000 m, 3. Platz 3000 m, 4. Platz Mehrkampf, 4. Platz 1500 m, 5. Platz 500 m
- 2008 Gangneung: 1. Platz 3000 m, 2. Platz Mehrkampf, 2. Platz 1000 m, 3. Platz 1500 m, 3. Platz Staffel, 4. Platz 500 m
- 2008 Harbin: 1. Platz Team
- 2009 Wien: 1. Platz 3000 m, 1. Platz Staffel, 2. Platz 1500 m, 3. Platz Mehrkampf, 4. Platz 500 m, 4. Platz 1000 m
- 2009 Heerenveen: 1. Platz Team
- 2010 Sofia: 8. Platz 1000 m, 13. Platz 1500 m, 14. Platz Mehrkampf, 14. Platz 500 m
- 2013 Debrecen: 1. Platz Staffel, 5. Platz 1000 m, 7. Platz 1500 m, 13. Platz Mehrkampf, 21. Platz 500 m

## Weltcupsiege
| Nr. | Datum              | Ort            | Disziplin |
| --- | ------------------ | -------------- | --------- |
| 01. | 03. Februar 2008   | Québec         | 1000 m    |
| 02. | 10. Februar 2008   | Salt Lake City | 1500 m    |
| 03. | 18. Oktober 2008   | Salt Lake City | 1500 m    |
| 04. | 26. Oktober 2008   | Vancouver      | 1500 m    |
| 05. | 19. September 2009 | Peking         | 1500 m    |
| 06. | 08. November 2009  | Montreal       | 1000 m    |
| 07. | 15. November 2009  | Marquette      | 1500 m    |
| 08. | 30. Oktober 2010   | Québec         | 1000 m    |
| 09. | 31. Oktober 2010   | Québec         | 1500 m    |

| Nr. | Datum             | Ort              |
| --- | ----------------- | ---------------- |
| 01. | 21. Oktober 2007  | Harbin 1         |
| 02. | 28. Oktober 2007  | Kōbe 1           |
| 03. | 25. November 2007 | Heerenveen 1     |
| 04. | 02. Dezember 2007 | Turin 1          |
| 05. | 03. Februar 2008  | Québec 2         |
| 06. | 19. Oktober 2008  | Salt Lake City 3 |
| 07. | 26. Oktober 2008  | Vancouver 3      |
| 08. | 30. November 2008 | Peking 3         |
| 09. | 07. Dezember 2008 | Nagano 3         |
| 10. | 08. November 2009 | Montreal 4       |
| 11. | 15. November 2009 | Marquette 3      |
| 12. | 24. Oktober 2010  | Montreal 5       |
| 13. | 31. Oktober 2010  | Québec 5         |
| 14. | 12. Dezember 2010 | Shanghai 5       |
| 15. | 17. November 2013 | Kolomna 6        |
| 16. | 15. Februar 2015  | Erzurum 7        |